# Meet the Mets
A "Meet the Mets" a New York Mets baseballcsapat szurkolói dala.
1961-ben, a csapat hivatalos megalakulása előtt írta Ruth Roberts és Bill Katz. A dalt 1962-ben mutatták be. 1984-ben jelent meg a dal felújított változata.
2006-ban a Mets minden hazai mérkőzésen lejátszotta a dalt egy karaoke stílusban feliratozott videóklippel, hogy a szurkolók együtt énekelhessék.

## A dal szövege
1962-es változat:
| Eredeti szöveg | Vázlatos magyar fordítás |
| Meet the Mets, meet the Mets, Step right up and greet the Mets. Bring your kiddies, bring your wife, Guaranteed to have the time of your life. Because the Mets are really sockin' the ball, Knockin' those home runs over the wall. East side, West side, everybody's coming down, To meet the M-E-T-S Mets, of New York town. Oh, the butcher and the baker and the people on the streets, Where did they go? To MEET THE METS! Oh, they’re hollerin’ and cheerin’ and they’re jumpin’ in their seats, Where did they go? To MEET THE METS! All the fans are true to the orange and blue, So hurry up and come on down - ‘cause we’ve got ourselves a ball club, The Mets of New York town! Give ‘em a yell! Give ‘em a hand! And let ‘em know your rootin’ in the stands! Come on and… Meet the Mets, meet the Mets, Step right up and greet the Mets. Bring your kiddies, bring your wife, Guaranteed to have the time of your life. Because the Mets are really sockin' the ball, Knockin' those homeruns over the wall. East side, West side, everybody's coming down, To meet the M-E-T-S Mets, Of New York town, Of New York town. | Legyél a Mets-szel, legyél a Mets-szel, Állj fel és üdvözöld a Mets-et. Hozd el a gyerekeidet és a feleségedet, Garantáltan jól fog telni az idő. Mert a Mets igazán elkapja a labdát, És hazafutást üt a falon túlra. Keleti oldal, nyugati oldal, mindenki jöjjön el, Hogy a M-E-T-S Mets-szel legyen, A New York-ival! Oh, a hentes, a pék és az emberek az utcán, Hová mentek? A Mets-el találkoznak. Oh, kiabálnak és szurkolnak, és a székükön ugrálnak, Hová mentek? A Mets-el találkoznak. Minden szurkoló hű a kékhez és a narancshoz. Siessetek, gyertek ide – mert van egy csapatunk, A New York-i Mets! Kiáltsatok nekik! Segítsetek nekik! Hadd tudják meg, hogy ti mellettük álltok! Gyere és… Találkozz a Mets-szel, találkozz a Mets-szel, Állj fel és üdvözöld a Mets-et. Hozd el a gyerekeidet és a feleségedet, Garantáltan jól fog telni az idő. Mert a Mets igazán elkapja a labdát, És hazafutást üt a falon túlra. Keleti oldal, nyugati oldal, mindenki jöjjön el, Hogy a M-E-T-S Mets-szel találkozzon, A New York-ival, A New York-ival, |

1984-es változat:
| Eredeti szöveg | Vázlatos magyar fordítás |
| Meet the Mets, meet the Mets, Head for the park and greet the Mets. Hot dogs, green grass all at Shea, Guaranteed to have a heck of a day. Because those Mets are really rockin' that ball, Hittin' those home runs over the wall. Long Island, New Jersey, Brooklyn, Queens, Uptown and Down, Let's Go Mets: that's the cheer all over New York town. | Találkozz a Mets-szel, találkozz a Mets-szel, Irány a pálya és üdvözöld a Mets-et. Hot dog és zöld fű, Shea-ben Garantáltan jó napod lesz. Mert a Mets igazán uralja a labdát, És hazafutást üt a falon túlra. Long Island, New Jersey, Brooklyn, Queens, Uptown és Downtown, Hajrá Mets: ezt kiáltja minden New York-i. |

## Külső hivatkozások
- A Mets szurkolói dalainak története
- "Meet the Mets" a youtube-on